# 蕾拉·哈塔米
蕾拉·哈塔米（波斯語：‎，1972年10月1日—），伊朗女演员。高中毕业后，蕾拉前往瑞士洛桑联邦理工学院学习电气工程。在两年的学习后，蕾拉转至法语文学专业继续学习。在瑞士学习法语若干年后，蕾拉返回伊朗国内。1996年拍摄电影《蕾拉》使她在国内声名鹊起。2012年因出演奥斯卡最佳外语片电影《纳德和西敏：一次别离》女主角而世界闻名。

## 演出作品
| 年份 | 原片名                                     | 中文译名                                                         | 角色          | 备注 |
| 2011 | جدایی نادر از سیمین（波斯文） A Separation | 纳德和西敏：一次別離（大陆） 伊朗式分居（港澳） 分居风暴（台湾） | 西敏（Simin） |      |